# Avenida Crisólogo Larralde
La calle Crisólogo Larralde es una de las principales arterias viales de los barrios de Nuñez, Saavedra y Villa Urquiza de la ciudad de Buenos Aires, Argentina.
Su nombre homenajea a Crisólogo Larralde, quien fue un político argentino, perteneciente a la Unión Cívica Radical.

## Recorrido

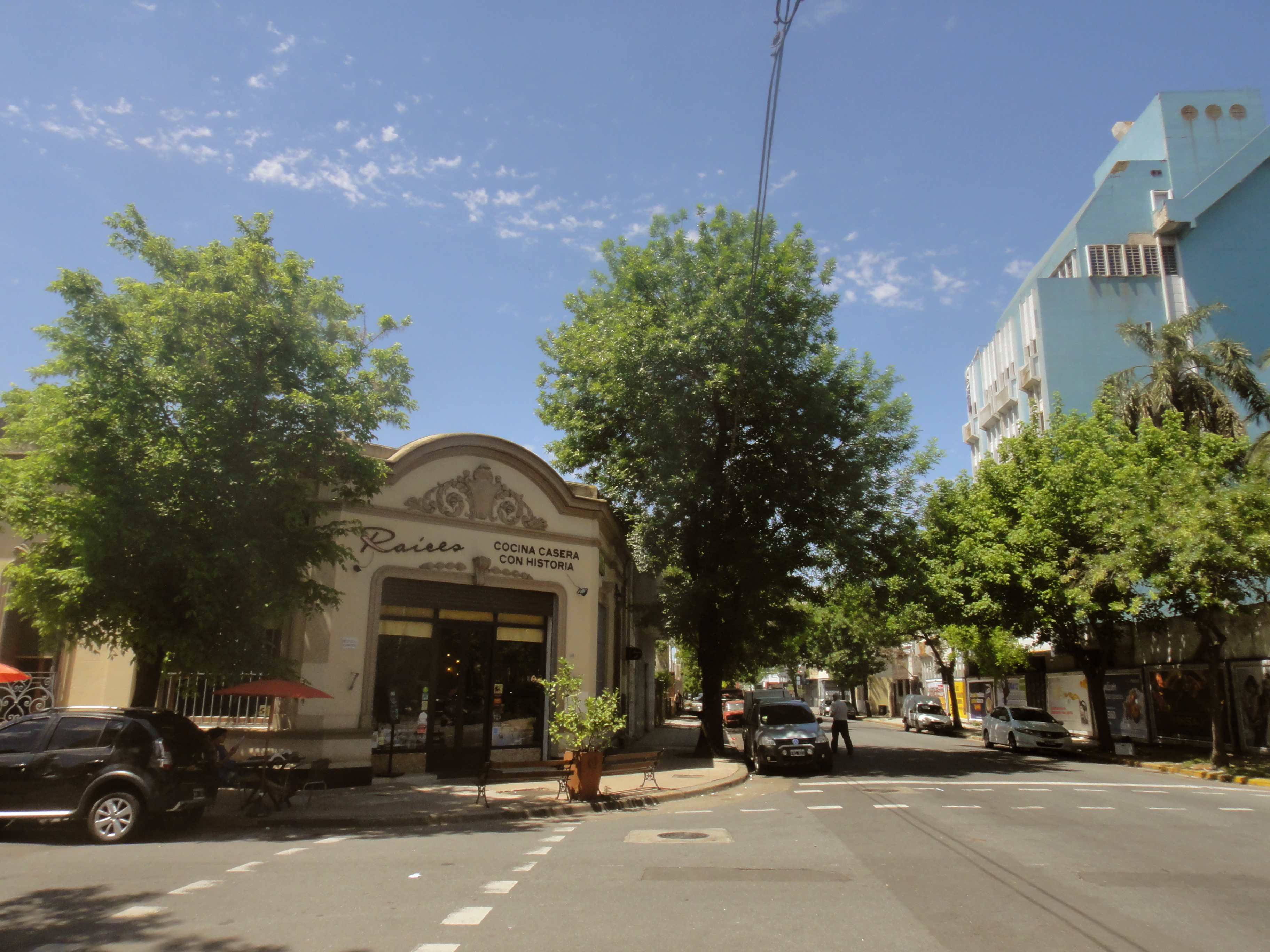
Calle Crisólogo Larralde y Estomba, Saavedra, Buenos Aires

Comienza tras ser la continuación de la Avenida Miguel Benancio Sánchez, en la intersección con la Avenida del Libertador, frente a los clubes Obras Sanitarias y Ciudad de Buenos Aires, en el barrio de Núñez y se interna en dicho barrio, luego bordea casi todo el barrio de Saavedra, siendo esta calle el límite de este barrio con los barrios de Núñez y Villa Urquiza en gran parte de su recorrido (y en otra parte el límite es marcado por la calle Núñez).
Al final del recorrido termina en la Avenida General Paz, a menos de 50 metros de la intersección con la Avenida de los Constituyentes, estando del lado de enfrente a la finalización, el barrio de Villa Pueyrredón.
Esta calle bordea o tiene cercanía con grandes parques, Parque Saavedra, Parque Sarmiento y Parque General Paz.
La calle Crisólogo Larralde posee cierta cantidad de comercios cerca del cruce con la Avenida Cabildo, aproximadamente unas 4 o 5 cuadras antes y después del cruce con esta avenida. El resto del recorrido es sobre todo residencial.
Anteriormente, esta calle era denominada Republiquetas.
- Datos: Q5713519
- Multimedia: Avenida Crisólogo Larralde / Q5713519